# 美濃柴犬
美濃柴犬（みのしばいぬ）は、岐阜県原産の日本犬の一種。

## 概要
古くから日本の中部山岳地帯（主に岐阜県）を中心に飼育されてきた柴犬の一種で、主に猟犬や番犬として使われていた。具体的な産地としては、山県郡、武儀郡、大野郡をはじめとし郡上郡等の山間奥地に原則として多かった。
1936年（昭和11年）の調査報告書によれば、わずか50頭を超えるほどの頭数であった。同年に有志の提唱によって第一回天然記念物指定県大会が行われた。その後も何度か大会が行われたが、これらの指定犬の保護は講じられずに、都会の犬商によって優良犬が県外に流出する事態となった。さらに日中戦争以来、太平洋戦争までの数年にわたる戦争の影響で、過酷な食糧難と無方針な強制供出によって名犬すらも毛皮とされ、正しい美濃柴犬は皆無という状態となった。
幸いにも山間部には残存していたが、その多くが雑種化していた。また、優秀な柴犬の特徴として赤一枚が戦前から宣伝されていたが、これは隣接する愛知県原産の三河犬も赤一枚という類似する特徴を持っていた。素人目には似ていたために、繁殖力の高い三河犬の血が怒涛のよう岐阜県に浸透して、それは美濃柴犬が残存していた山間部にまで及んだ。これにより、美濃柴犬の血は汚染されきってしまった。
しかし、地元の愛好家による正しい知識と熱意によって、別の犬と化した残存犬に拘らずに他県から血度の高い優秀な柴犬を取り入れて、短期日の間に面目を一新することに成功した。愛好家の手によってある程度頭数が回復し知名度も上がりつつあるが、絶滅の危険性がいまだに高い。

## 特徴
本種の毛色は赤・緋赤・黄赤・胡麻などが存在するが、このうち緋赤は美濃柴犬独自の毛色であり、これが一層の迫力と力強さと美しさを与える。胸や足先に白い毛が混じる犬もいるが、全身が赤毛に覆われていることが理想的。赤毛は日光に当たると燃えるような「緋赤」にきらめく。
顔付きは、柴犬と同じタヌキ顔である。耳は伏立ちで、吻はやや長い。毛は粗剛かつ密となっている。尾は巻き尾で、稀に差し尾である。体高は36.5cm - 42.5cm。口腔うは黒色を呈していて、舌には黒い斑（舌斑）を持つ犬もいる。
小さい中にも活動的な体の構成を持っており、キビキビとした動作と軽快な俊敏果敢な性質と日本犬的気性の中に素朴さと可憐さを持っている。

## 保存活動
美濃柴犬の保存会は、一般社団法人岐阜県美濃柴犬保存会（昭和51年設立）と一般社団法人美濃柴犬保存会（平成24年設立）の2つがある。
大垣養老高校では、生徒が参加する研究班を作って美濃柴犬を繁殖させている。

## ギャラリー

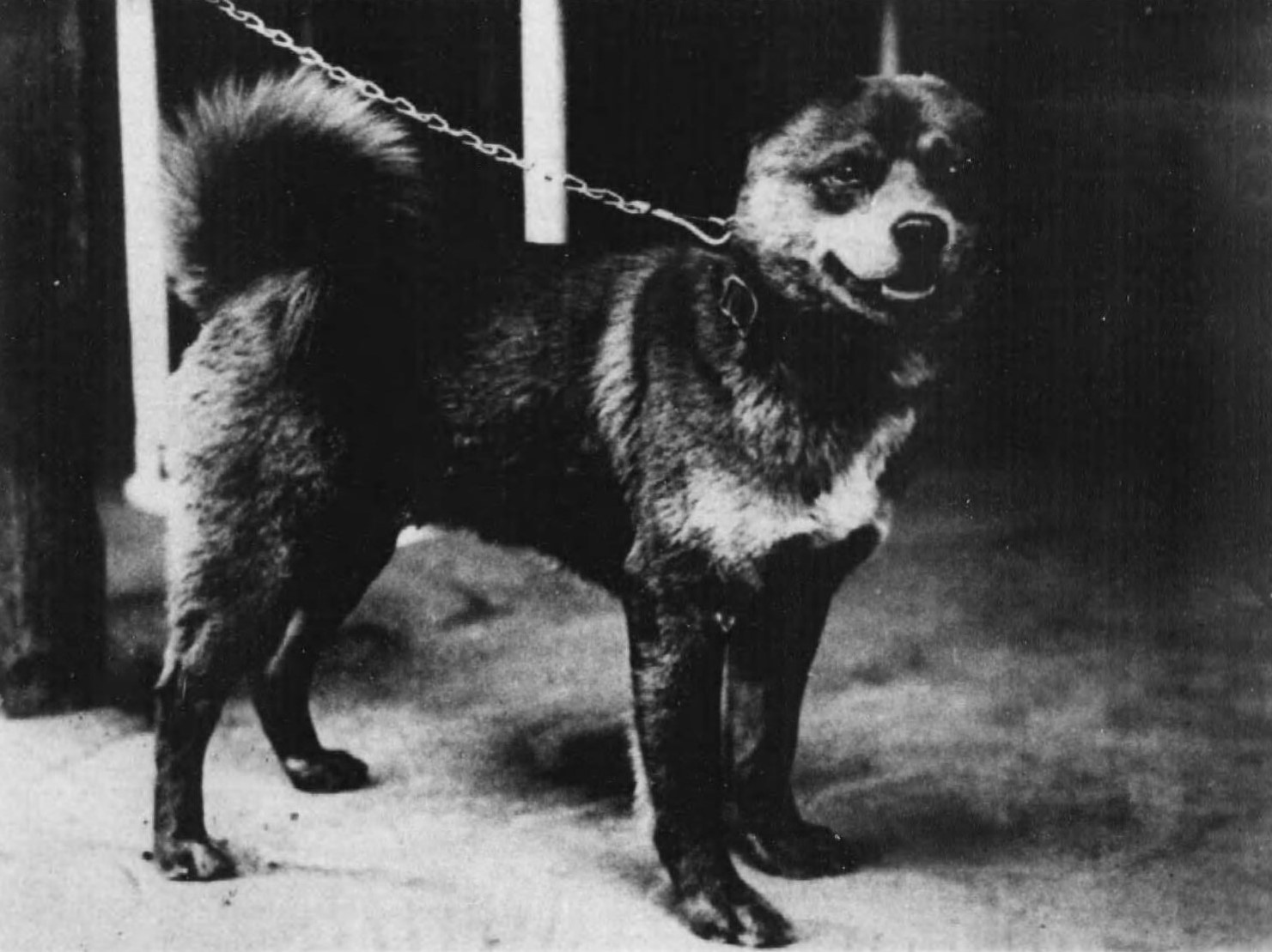
ハチ号
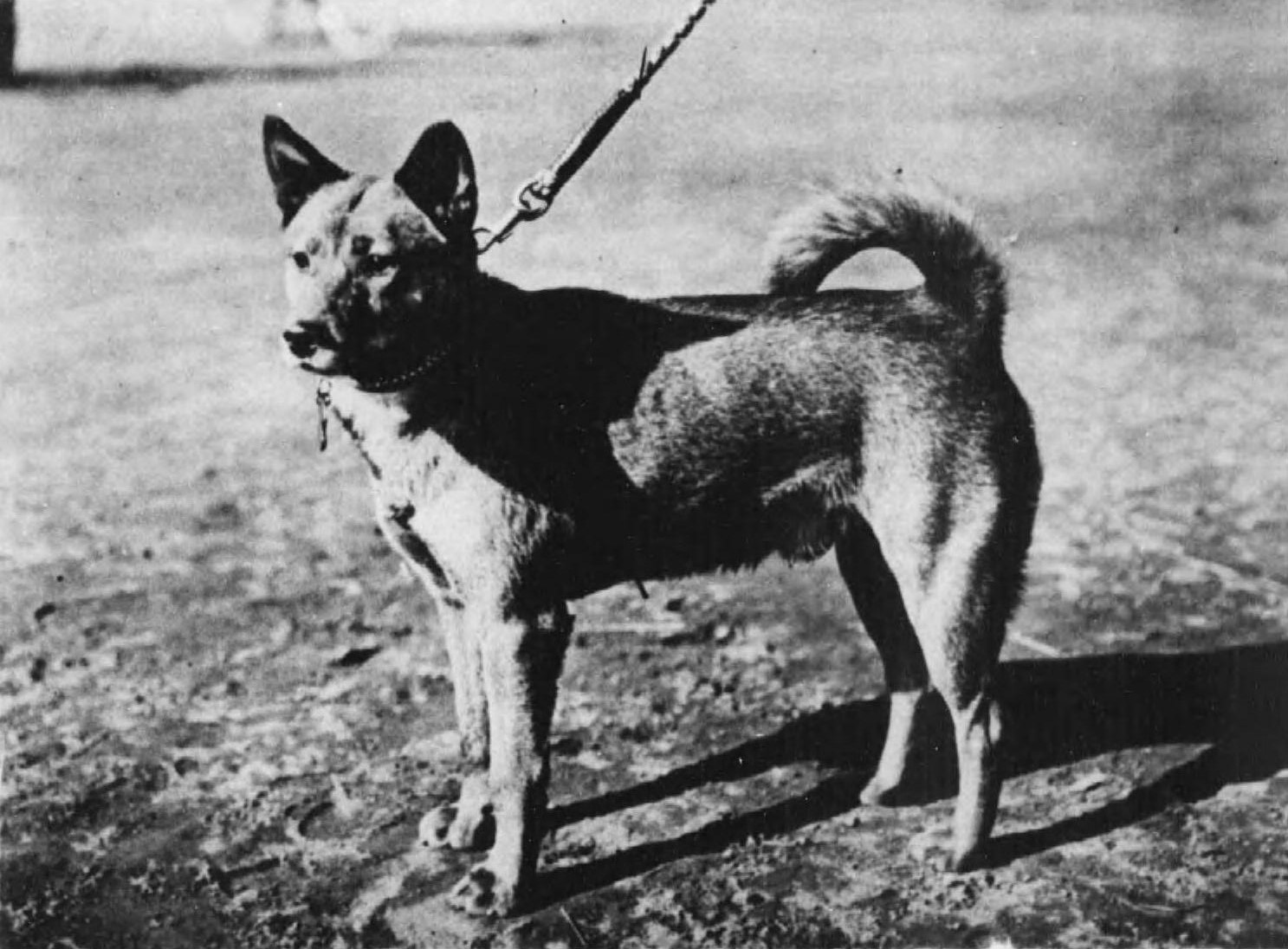
鵜飼号
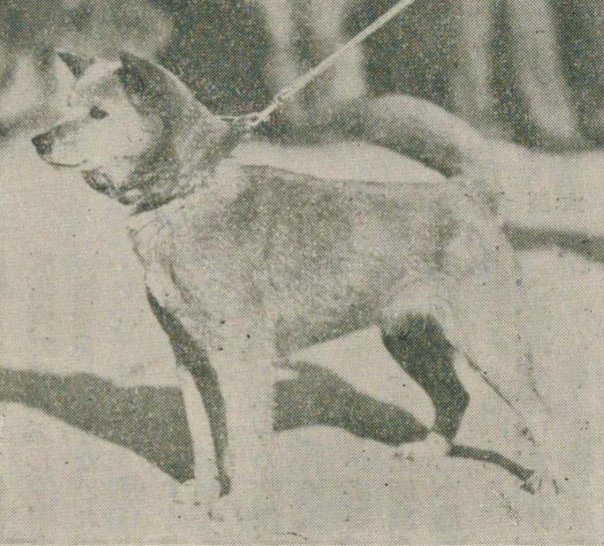
チビ号